# Mitrofán Nedelin
Mitrofán Ivánovich Nedelin (en ruso: Митрофан Иванович Неделин) (9 de noviembre de 1902, Borisoglebsk, gobernación de Tambov (hoy óblast de Vorónezh) - 24 de octubre de 1960, cosmódromo de Baikonur) fue un comandante militar soviético que sirvió como mariscal en jefe de artillería, cargo que ocupó desde el 8 de mayo de 1959 hasta su prematura muerte en 1960. Miembro del Partido Comunista desde 1924, fue honrado como héroe de la Unión Soviética el 28 de abril de 1945 por los servicios prestados durante la Segunda Guerra Mundial.
Su nombre también es famoso porque sirvió para designar el grave accidente (conocido como "catástrofe de Nedelin"), en el que falleció junto con otras setenta personas durante la explosión de un misil en pruebas.   

## Semblanza
Nedelin se unió al Ejército Rojo en 1920. De 1937 a 1939, Nedelin luchó en la Guerra Civil Española como voluntario extranjero para el Gobierno Republicano, siendo designado en 1939 para comandar el 13.º Regimiento de Artillería del Ejército Rojo. En 1940 se le confió la artillería de la 160.ª División de Fusileros. En 1941 fue nombrado comandante de recién creada segunda Brigada antitanque, y responsable de la artillería del 18.º Ejército, y posteriormente de la artillería del 37.º Ejército, donde permaneció hasta 1943, siendo trasladado más adelante al mando de la artillería del 56.º Ejército. En 1943 fue nombrado Director Adjunto de la artillería al mando del Frente Norte del Cáucaso. A partir de ahí se trasladó a comandar el V Cuerpo de Artillería, a continuación la artillería del Frente Sur-occidental, y más tarde la artillería del tercer Frente de Ucrania, donde permaneció desde 1943 hasta 1945, jugando un papel especialmente importante en la liberación de Hungría.
En 1945, fue nombrado director asistente en jefe y comandante en jefe de la artillería soviética del Grupo de Fuerzas del Sur.
En 1946, se convirtió en jefe del Estado Mayor de la Dirección General de Artillería del Ejército Rojo, y luego jefe de Estado Mayor de la artillería, y más tarde diputado comandante en jefe de la artillería. Se convirtió en jefe de la Artillería del Ejército Rojo en 1948, y en Comandante en Jefe de Artillería de 1950 a 1952 y nuevamente de 1953 a 1955.
Fue Viceministro de Guerra en 1952-53, A partir de 1955 fue Viceministro de Defensa, y al mismo tiempo a partir de 1959 el Comandante en Jefe de las Fuerzas de Misiles Estratégicos.

## Carrera espacial
Mitrofán Nedelin jugó un papel clave en el alumbramiento de la era espacial mediante la conclusión de que los cohetes eran el medio ideal para lanzar una ojiva nuclear que pudiese alcanzar los EE. UU. y ordenó a Serguéi Koroliov desarrollar el enorme ICBM R-7, capaz de enviar una gran ojiva a los EE. UU. Este cohete nunca fue un ICBM efectivo, pero fue lo suficientemente potente como para lanzar el Sputnik y poner los vehículos espaciales tripulados Vostok en órbita, posibilitando a la URSS adelantar a los EE. UU. en el espacio.
Nedelin falleció en la explosión en las pruebas del misil R-16 el 24 de octubre de 1960 en el Cosmódromo de Baikonur, formando parte de las más de 70 víctimas mortales resultado del incidente que pasó a conocerse como la catástrofe de Nedelin. Las autoridades soviéticas ocultaron la tragedia, que solo fue posible conocer con detalles en la década de 1990. Hasta entonces, la muerte de Nedelin oficialmente sucedió en un accidente aéreo.
La tumba de Nedelin se encuentra en la Necrópolis de la Muralla del Kremlin en la Plaza Roja de Moscú.